# Preston Brooks

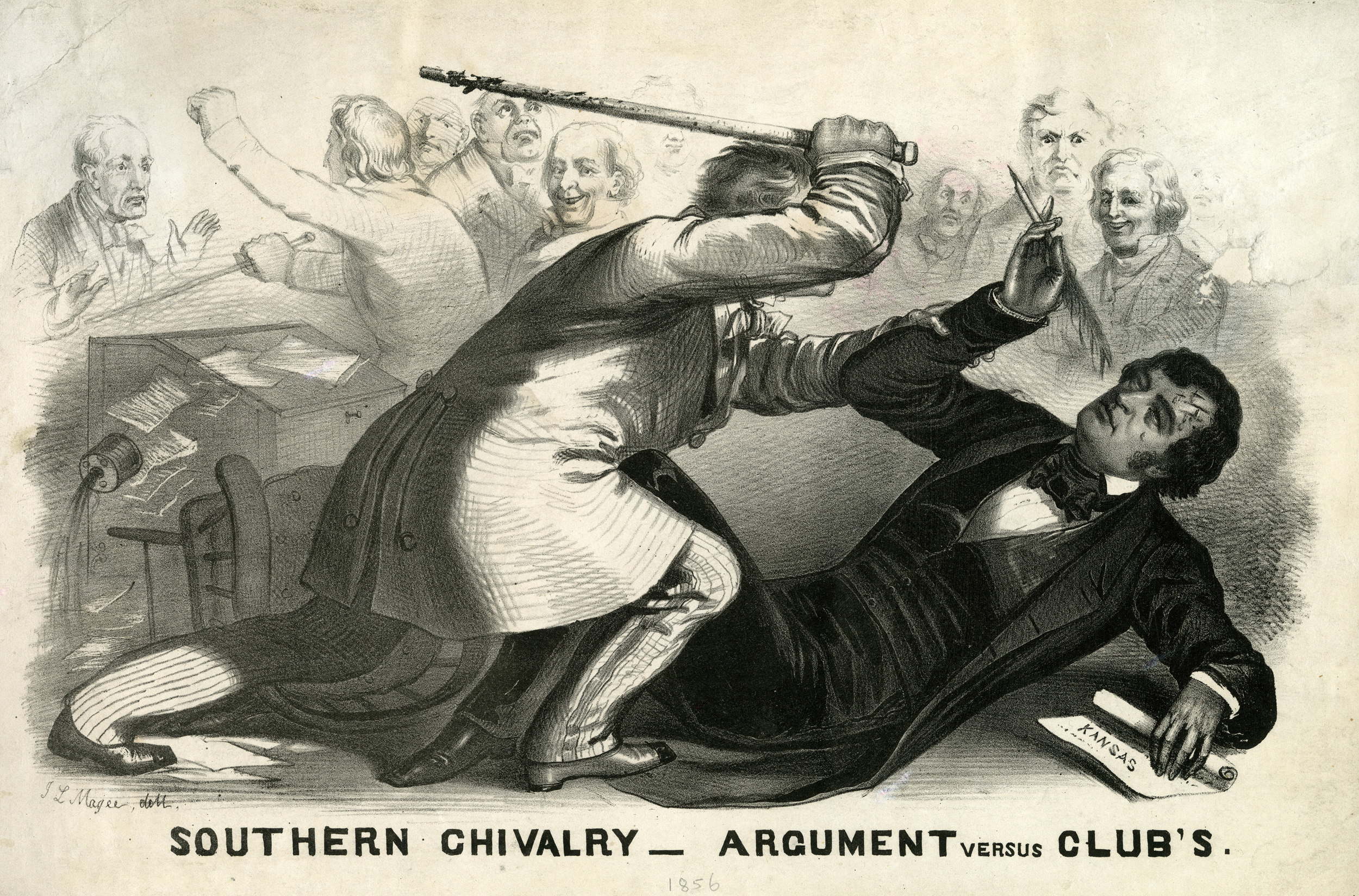
Caricatura bătăii

Preston Smith Brooks (n. 6 august 1819 in Edgefield, South Carolina – d. 27 ianuarie 1857 in Washington D.C.) a fost un politician american, membru al partidulului democrat.
Brooks este fiul cel mai în vârstă dintr-o familie influentă din  South Carolina. El urmează școala la Moses Waddel School din Willington, studiile le începe la South Carolina College, de aici va fi în 1839 exmatriculat, deoarece înarmat a căutat să-l elibereze pe fratele său din închisoare. In anul 1840 va fi rănit la șold în duelul cu viitorul senator Louis Wigfall, ca urmare a acestei răniri a trebuit să folosească la mers un baston. Brooks se va căsători în 1841 cu Caroline H. Means, care va muri în același an. Din următoarea căsătorie cu verișoara soției lui, Martha C. Means va avea patru copii. In anul 1845 va începe cariera politică a lui, prin intrarea în camera deputaților din Carolina de Sud. La izbucnirea războiului SUA cu Mexicul, se va înrola ca și căpitan în regimentul Palmetto, dar din cauza îmbolnăvirii de tifos, nu poate lua parte la lupte. Brooks devine vestit, intrând în istoria SUA, prin faptul că a bătut crâncen în parlament pe deputatul Sumner. Acesta tocmai condamna, într-un discurs, sclavia din SUA, iar Preston Brooks era un susținător înfocat al sclaviei.